# Opisthograptis tridentifera
Opisthograptis tridentifera là một loài bướm đêm trong họ Geometridae.